# Radomiro Tomic
Radomiro Tomic Romero (Antofagasta, 7 maggio 1914 – Santiago del Cile, 3 gennaio 1992) è stato un politico cileno.
Fu uno dei leader del Partito Democratico Cristiano del Cile e il candidato del partito alle presidenziali del 1970, arrivando terzo. Fu più volte senatore e deputato del suo Paese e fu ambasciatore del Cile negli Stati Uniti dal 1965 al 1968.